# Matanza ritual

Requerimientos legales para rituales de sacrificios en Europa:
Sin requerir aturdimiento
Aturdimiendo después del corte requerido
Aturdimiento durante del corte requerido
Aturdimiento antes del corte requerido
Ritual de sacrificios prohibido
Sin datos

Requerimientos legales para rituales de sacrificios alrededor del mundo:
Sin requerir aturdimiento
Aturdimiendo después del corte requerido
Aturdimiento durante del corte requerido
Aturdimiento antes del corte requerido
Ritual de sacrificios prohibido
Sin datos

La faena ritual o matanza ritual generalmente se refiere a la práctica del sacrificio de ganado de carne o de cualquier otro animal, en el contexto de un ritual. La faena ritual implica un método prescrito de sacrificio de un determinado animal para fines de producción de alimentos. Esto difiere de los sacrificios de animales en el contexto de rituales, y con propósitos diferentes a la mera producción alimentaria.

## Legislación y religión
El sacrificio ritual como método obligatorio de faena para la producción de alimentos es practicado por comunidades musulmanas y judías que suman casi el 25% de la población mundial. Ambas comunidades tienen filosofías similares a este respecto. Temple Grandin particularmente ha investigado las prácticas de faena ritual, y afirma que los mataderos que utilizan métodos recomendados por procedimientos ancestrales por lo general causan poco dolor al ganado, y por ello ha llamado al debate en el Reino Unido sobre los mataderos con prácticas permitidas por la religión musulmana (Halal), sugiriendo que el tratamiento inhumano de animales sucede en mataderos mal organizados y ejecutados, independientemente de que en los mismos se sigan o no rituales religiosos.
El llamado Farm Animal Welfare Council (FAWC), que aconseja al gobierno británico en relación con cómo evitar la crueldad y el sufrimiento en relación con la cría y faena del ganado, por su parte señala que la manera en que se produce la carne judía y kosher así como la musulmana Halal, causan un severo sufrimiento a los animales. La faena ritual es en muchos países de la Unión Europea, la única excepción del requisito estándar, ordenado por el derecho penal, de tener inconscientes a los animales antes del sacrificio (antes de cualquier corte).
Christopher Needham (2012): "While the Jews accept absolutely no stunning (rendering unconscious prior to cutting), many Muslims have accepted it as long as it can be shown that the animal could be returned to normal living consciousness (so that stunning does not kill an animal but is intended to render following procedure painless)."